# Macedonia (Iowa)
Macedonia ist eine Kleinstadt (mit dem Status „City“) im Pottawattamie County im US-amerikanischen Bundesstaat Iowa. Das U.S. Census Bureau hat bei der Volkszählung 2020 eine Einwohnerzahl von 267 ermittelt.
Macedonia ist Bestandteil der beiderseits des Missouri in den Bundesstaaten Iowa und Nebraska gelegenen Metropolregion Omaha-Council Bluffs.

## Geografie
Macedonia liegt im Westen Iowas am Ostufer des West Nishnabotna Rivers, der über den Nishnabotna River und den Missouri zum Stromgebiet des Mississippi gehört.
Die Stadt erstreckt sich über eine Fläche von 0,85 km² und ist die größte Ortschaft innerhalb der Macedonia Township.
Das Stadtzentrum von Council Bluffs liegt 44,7 km westlich von Macedonia. Weitere Nachbarorte sind Carson (5,5 km nördlich), Henderson (6,5 km südlich) und Treynor (20 km westnordwestlich).
Die nächstgelegenen größeren Städte sind Sioux City (202 km nordwestlich), Iowas Hauptstadt Des Moines (187 km ostnordöstlich), Nebraskas größte Stadt Omaha (57 km südwestlich) und Nebraskas Hauptstadt Lincoln (137 km westsüdwestlich).

## Verkehr
Der U.S. Highway 59 verläuft in Nord-Süd-Richtung entlang der östlichen Ortsgrenze von Macedonia. Alle weiteren Straßen sind untergeordnete Landstraßen, teils unbefestigte Fahrwege sowie innerörtliche Verbindungsstraßen.
Mit dem Council Bluffs Municipal Airport befindet sich 42 km westnordwestlich ein kleiner Flugplatz für die Allgemeine Luftfahrt und den Lufttaxiverkehr. Die nächsten Verkehrsflughäfen sind das Eppley Airfield in Omaha (57 km westnordwestlich) und der Des Moines International Airport (193 km östlich).

## Bevölkerung
Nach der Volkszählung im Jahr 2010 lebten in Macedonia 246 Menschen in 111 Haushalten. Die Bevölkerungsdichte betrug 289,4 Einwohner pro Quadratkilometer. In den 111 Haushalten lebten statistisch je 2,22 Personen.
Ethnisch betrachtet setzte sich die Bevölkerung zusammen aus 97,6 Prozent Weißen und 0,8 Prozent (zwei Personen) Asiaten; 1,6 Prozent stammten von zwei oder mehr Ethnien ab. Unabhängig von der ethnischen Zugehörigkeit waren 0,4 Prozent (eine Person) der Bevölkerung spanischer oder lateinamerikanischer Abstammung.
22,4 Prozent der Bevölkerung waren unter 18 Jahre alt, 61,7 Prozent waren zwischen 18 und 64 und 15,9 Prozent waren 65 Jahre oder älter. 49,2 Prozent der Bevölkerung waren weiblich.
Das mittlere jährliche Einkommen eines Haushalts lag im Jahr 2014 bei 45.424 USD. Das Pro-Kopf-Einkommen betrug 24.864 USD. 17,7 Prozent der Einwohner lebten unterhalb der Armutsgrenze.
Bei der Volkszählung 2020 wurde eine Einwohnerzahl von 267 festgestellt.